# Vlaams Instituut Gezond Leven
Het Vlaams Instituut Gezond Leven (tot 2017 het Vlaams Instituut voor Gezondheidspromotie en Ziektepreventie oftewel VIGeZ) is een expertisecentrum voor gezondheidspromotie en ziektepreventie. Het Vlaams Instituut Gezond Leven biedt strategieën, methodieken, advies en opleiding aan professionals die werken aan gezond leven en een gezonde leefomgeving.  
Oorspronkelijk bood het Vlaams Instituut Gezond Leven enkel ondersteuning aan gezondheidsprofessionals en beleidsmakers, maar sinds 2017 gaat Gezond Leven informeert het ook rechtstreeks een breed publiek. Onder meer over hoe de bevolking gezond kan leven en mee kan ijveren voor een gezonde leefomgeving.
Het Vlaams Instituut Gezond Leven werkt nauw samen met de Logo’s en ondersteunt daarmee de lokale werking rond de zes Vlaamse gezondheidsdoelstellingen.
In 2013 werd Inge Vervotte aangesteld als voorzitster.